# Shuozhou
Shuozhou (kinesisk skrift: 朔州市, pinyin: Shuòzhōu) er et bypræfektur i den kinesiske provinsen Shanxi. Arealet er på 10.662 km² og indbyggertallet ca. 1.540.000 mennesker (2007).

## Administrative enheder
Shuozhou består af to bydistrikter og fire amter:
- Bydistriktet Shuocheng (朔城区), 1.793 km², 380.000 indbyggere;
- Bydistriktet Pinglu (平鲁区), 2.314 km², 190.000 indbyggere;
- Amtet Shanyin (山阴县), 1.652 km², 220.000 indbyggere;
- Amtet Ying (应县), 1.708 km², 270.000 indbyggere;
- Amtet Youyu (右玉县), 1.965 km², 100.000 indbyggere;
- Amtet Huairen (怀仁县), 1.230 km², 250.000 indbyggere.

## Økonomi
Shuozhou er et industrielt centrum, med minedrift knyttet til kul, jern, bauxit, glimmer, mangan og grafit. Derudover har præfekturet landbrug, kemisk industri, keramikproduktion og fiskeindustri.
En  eksplosion den 19. marts 2005, der  ramte  kulminen Xishui, og den nærliggende kulmine Kangjiayao, kostede  65 minearbejdere livet. 

## Seværdigheder
Udenlandske turister besøger sjældent denne del af Kina, men der findes nogle seværdigheder. Pagoden ved Fogongtempelet (Yingxiantårnet), bygget i 1056 under Liao-dynastiet, er en af de vigtigere. Den blev bygget af træ, uden jernsøm. Det er blevet til museum for kalligrafi. 
Der findes også ruiner fra paleolitikum, og gamle grave fra Yifolket.
39°19′N 112°25′Ø / 39.317°N 112.417°Ø